# Nordostafrikanisches Langohr
Das hauptsächlich im östlichen Ägypten verbreitete Nordostafrikanische Langohr (Plecotus christii) ist ein Fledertier in der Gattung der Langohrfledermäuse. Die Population galt längere Zeit als Unterart des Grauen Langohrs (Plecotus austriacus).

## Merkmale
Die Art ist mit einer Kopf-Rumpf-Länge von 42 bis 54 mm, einer Schwanzlänge von 42 bis 48 mm, mit 36,5 bis 41 mm langen Unterarmen und mit einem Gewicht von 6 bis 8 g eine kleine Fledermaus. Wie der Name verdeutlicht, sind die Ohren mit 32 bis 39 mm auffällig lang und die Länge der Hinterfüße beträgt 8 bis 9 mm. Das Fell hat oberseits eine helle Umbrafarbe oder helle graubraune Töne, während die Unterseite hellgrau bis weiß ist. Dabei sind die Haare der Unterseite an den Wurzeln rotbraun. Der Kopf ist durch ein fast nacktes Gesicht, die langen etwas durchscheinenden Ohren und einen langen Tragus gekennzeichnet. Auf der Stirn sind die Ohren mit einem Hautstreifen verbunden. Das Nordostafrikanische Langohr hat hellgraue leicht durchscheinende Flughäute. Unterschiede zu anderen Gattungsvertretern der Region bestehen in der hellen Färbung, dem schmalen Penisknochen und abweichenden Details des Schädels. Der diploide Chromosomensatz wird aus 32 Chromosomen (2n=32) gebildet.

## Verbreitung
Diese Fledermaus lebt in einem breiten Band in Ägypten entlang des Nils von Gizeh bis fast zur südlichen Landesgrenze und im Süden der Sinai-Halbinsel. Vereinzelte Funde sind aus dem Sudan, Israel und Libyen bekannt. Als Habitat dienen Galeriewälder und Oasen in Wüsten sowie teilweise Strände.

## Lebensweise
Dieses Tier ruht am Tage in Höhlen, Felsspalten, verlassenen Bergwerksstollen und Gebäuden. Gewöhnlich bilden mehrere Exemplare eine Kolonie, doch auch Einzelfunde sind bekannt. Die Beute besteht vorwiegend aus Schmetterlingen wie Echte Motten, die mit Käfern, Grashüpfern, Köcherfliegen und Zweiflüglern komplettiert werden. Die 1,3 bis 1,7 Millisekunden langen Rufe zur Echoortung haben eine erste Melodie bei 20 bis 30 kHz und eine zweite intensivere Melodie bei 45 bis 60 kHz. Ein Weibchen in Israel war Anfang März trächtig und eine Gruppe von Weibchen hatte von April bis Juni aktive Milchdrüsen. Zur Geburt und Aufzucht der Nachkommen bilden Weibchen eigene Kolonien mit bis zu 40 Mitgliedern.

## Gefährdung
Vermutlich wirken sich Störungen am Ruheplatz negativ aus. Zur Größe der Population und zu weiteren möglichen Gefahren gibt es keine Angaben. Die IUCN listet das Nordostafrikanische Langohr mit unzureichende Datenlage (data deficient).